# SI-DRIVE

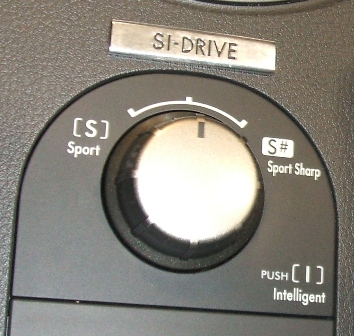
SI-DRIVEのスイッチ

SI-DRIVE(エスアイ・ドライブ、Subaru Intelligent-DRIVE)とは、富士重工業（現：SUBARU）が開発したドライブ・アシストシステムである。

## 概要
2006年5月24日、4代目レガシィがD型になった際に初搭載。それ以降の新型車にも搭載車種が増えている。ステアリングまたはセンターコンソールに設置されたボタンやダイヤルを回す事で、エンジンの出力特性の異なる2つもしくは3つのモードを使い分けることが出来る。搭載車種によって変化の度合いが異なっており、車のイメージに合った出力特性となっている。その結果、異なるエンジンキャラクターが1台で楽しめるようになった。以下に、各モードの特性を記す。

### インテリジェント・モード（Iモード）
最高出力が下がり（ターボ車の場合は過給圧の抑制）、燃費を意識した走りが可能になるモードである。燃費は従来と比べ約10％上昇すると謳っている。渋滞や市街地走行など、要求される力が少ない場面に適している。

### スポーツ・モード（Sモード）
従来のセッティングをベースに更にセッティングを見直したモードであり、燃費は従来と比べ約5％上昇している。高速走行などに適している。

### スポーツ・シャープ・モード（S♯モード）
スポーツ・モードに対してアクセル・レスポンスが増したモードである。ワインディングロードや追い越しなどに適している。ステアリングのスイッチでも操作が可能である。なお、エンジン始動直後の水温が低い状態では選択できない。一部搭載されていない車種が存在する。

## 搭載車種
- 4代目レガシィ 2.0GT・3.0R（D型以降）
- 5代目レガシィ（全グレード）
- 6代目レガシィ（全グレード）
- 初代レガシィアウトバック 3.0R（D型以降）、2.5i（F型以降）
- 2代目レガシィアウトバック（全グレード）
- 3代目レガシィアウトバック（全グレード）
- 初代レヴォーグ（全グレード）
  - 1.6GTはスポーツシャープモード非搭載。搭載位置はステアリング内となる。
- 2代目レヴォーグ GT・GT EX・GT-H・GT-H EX
  - スポーツシャープモード非搭載。搭載位置はステアリング内となる。STI Sport・STI Sport R・STI Sport R EXには、より高性能なドライブモードセレクトが設定される。
- 3代目インプレッサ WRX STI
- 初代WRX S4/WRX STI（全グレード）
  - WRX S4の搭載位置はステアリング内となる。
- 2代目WRX S4 GT-H・GT-H EX
  - 搭載位置はステアリング内となる。STI Sport R・STI Sport R EXには、より高性能なドライブモードセレクトが設定される。
- 4代目インプレッサ 2.0i・2.0i-S系
  - スポーツはGP6/GP7型、G4はGJ6/GJ7型。共にスポーツシャープモード非搭載。搭載位置はステアリング内となる。
- 5代目インプレッサ 2.0lエンジン搭載車
  - スポーツはGT6/GT7/GTE型、G4はGK6/GK7型。共にスポーツシャープモード非搭載。搭載位置はステアリング内となる。
- 2代目XV（全グレード）
  - ハイブリッド車はGPE型。ガソリン車はGP7型。共にスポーツシャープモード非搭載。搭載位置はステアリング内となる。
- 3代目XV（1.6iを除く全グレード）
  - e-BOXER車はGTE型、ガソリン車はGT7型。共にスポーツシャープモード非搭載。搭載位置はステアリング内となる。
- 3代目フォレスター 2.0XT
- 4代目フォレスター（2.0iを除く全グレード）
  - NA車はスポーツシャープモード非搭載、搭載位置はステアリング内となる。
- 5代目フォレスター（全グレード）
  - e-BOXER車はSKE型、ガソリン車はSK9型。共にスポーツシャープモード非搭載。搭載位置はステアリング内となる。
- エクシーガ 2.0GT、2.5i系
  - 搭載位置はシフトレバーの前となる。